# Portugees korfbalteam
Het Portugees korfbalteam is een team van korfballers dat Portugal vertegenwoordigt in internationale wedstrijden. De verantwoordelijkheid van het Portugees korfbalteam ligt bij de Federação Portuguesa de Corfebol (FPC). Het achttal won drie prijzen, driemaal brons.

## Resultaten op de wereldkampioenschappen
| Wereldkampioenschap korfbal |               |             |               |
| Jaar                        | Kampioenschap | Gastheer    | Klassering    |
| 1978                        | 1e WK         | Nederland   | Geen deelname |
| 1984                        | 2e WK         | België      | Geen deelname |
| 1987                        | 3e WK         | Nederland   | 9e plaats     |
| 1991                        | 4e WK         | België      | 6e plaats     |
| 1995                        | 5e WK         | India       | Brons         |
| 1999                        | 6e WK         | Australië   | 5e plaats     |
| 2003                        | 7e WK         | Nederland   | 6e plaats     |
| 2007                        | 8e WK         | Tsjechië    | 4e plaats     |
| 2011                        | 9e WK         | China       | 7e plaats     |
| 2015                        | 10e WK        | België      | 10e plaats    |
| 2019                        | 11e WK        | Zuid-Afrika | 8e plaats     |
| 2023                        | 12e WK        | Taiwan      | 7e plaats     |

## Resultaten op de Wereldspelen
| Wereldspelen |                   |            |               |
| Jaar         | Kampioenschap     | Gastland   | Klassering    |
| 1985         | Wereldspelen 1985 | Londen     | Geen deelname |
| 1989         | Wereldspelen 1989 | Karlsruhe  | Geen deelname |
| 1993         | Wereldspelen 1993 | Den Haag   | Geen deelname |
| 1997         | Wereldspelen 1997 | Lahti      | 6e plaats     |
| 2001         | Wereldspelen 2001 | Akita      | 4e plaats     |
| 2005         | Wereldspelen 2005 | Duisburg   | Geen deelname |
| 2009         | Wereldspelen 2009 | Kaohsiung  | 6e plaats     |
| 2013         | Wereldspelen 2013 | Cali       | 4e plaats     |
| 2017         | Wereldspelen 2017 | Wrocław    | Geen deelname |
| 2022         | Wereldspelen 2022 | Birmingham | 7e plaats     |
| 2025         | Wereldspelen 2025 | Chengdu    | 7e plaats     |

## Resultaten op de Europese kampioenschappen
| Europees kampioenschap korfbal |               |           |               |
| Jaar                           | Kampioenschap | Gastland  | Klassering    |
| 1998                           | 1e EK         | Portugal  | Brons         |
| 2002                           | 2e EK         | Spanje    | 6e plaats     |
| 2006                           | 3e EK         | Hongarije | Geen deelname |
| 2010                           | 4e EK         | Nederland | 7e plaats     |
| 2014                           | 5e EK         | Portugal  | Brons         |
| 2016                           | 6e EK         | Nederland | 4e plaats     |
| 2018                           | 7e EK         | Nederland | Brons         |
| 2021                           | 8e EK         | België    | 5e plaats     |
| 2024                           | 9e EK         | Spanje    | 6e plaats     |